# Kußmaulstraße 10

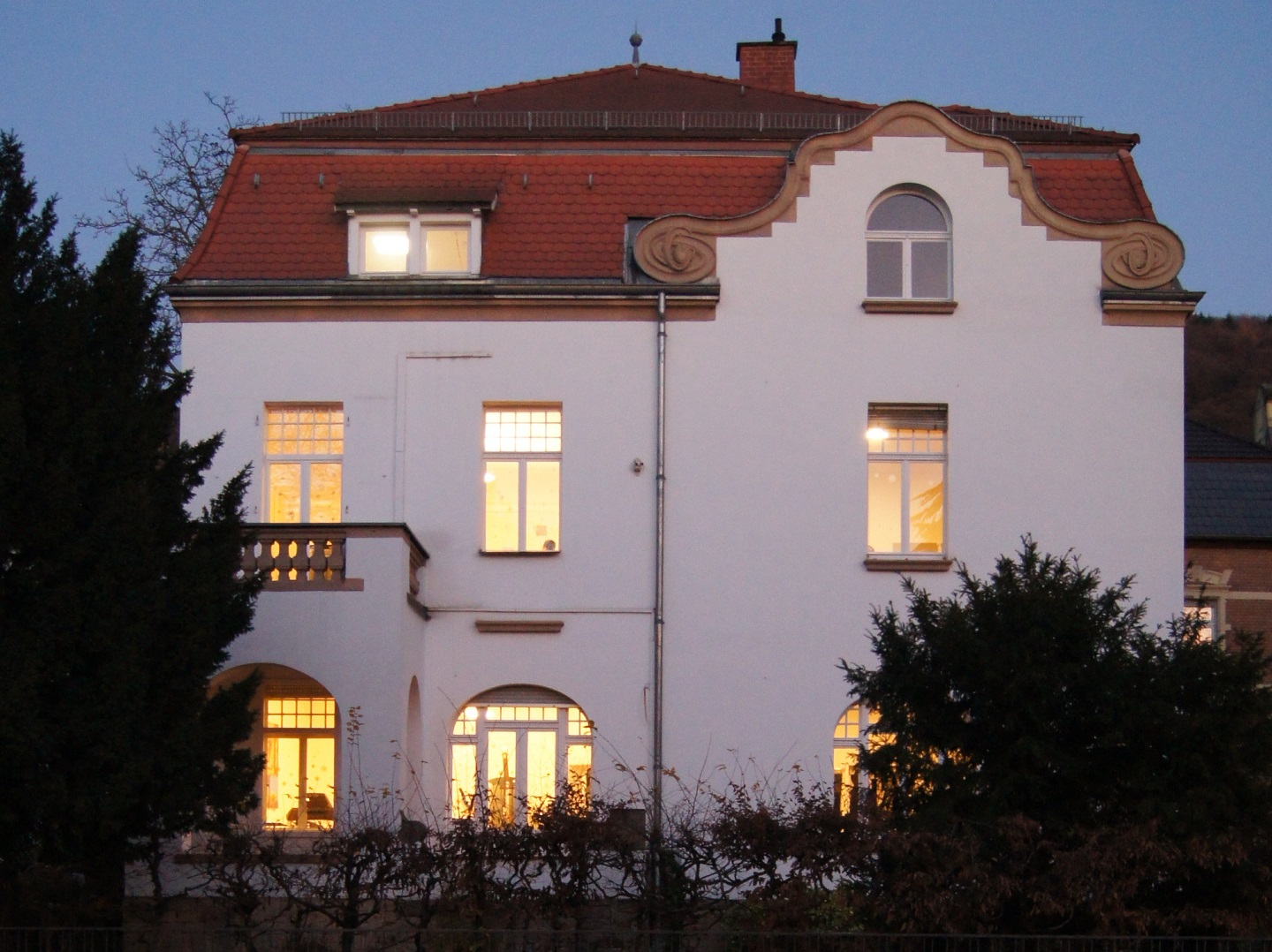
Ansicht von Westen

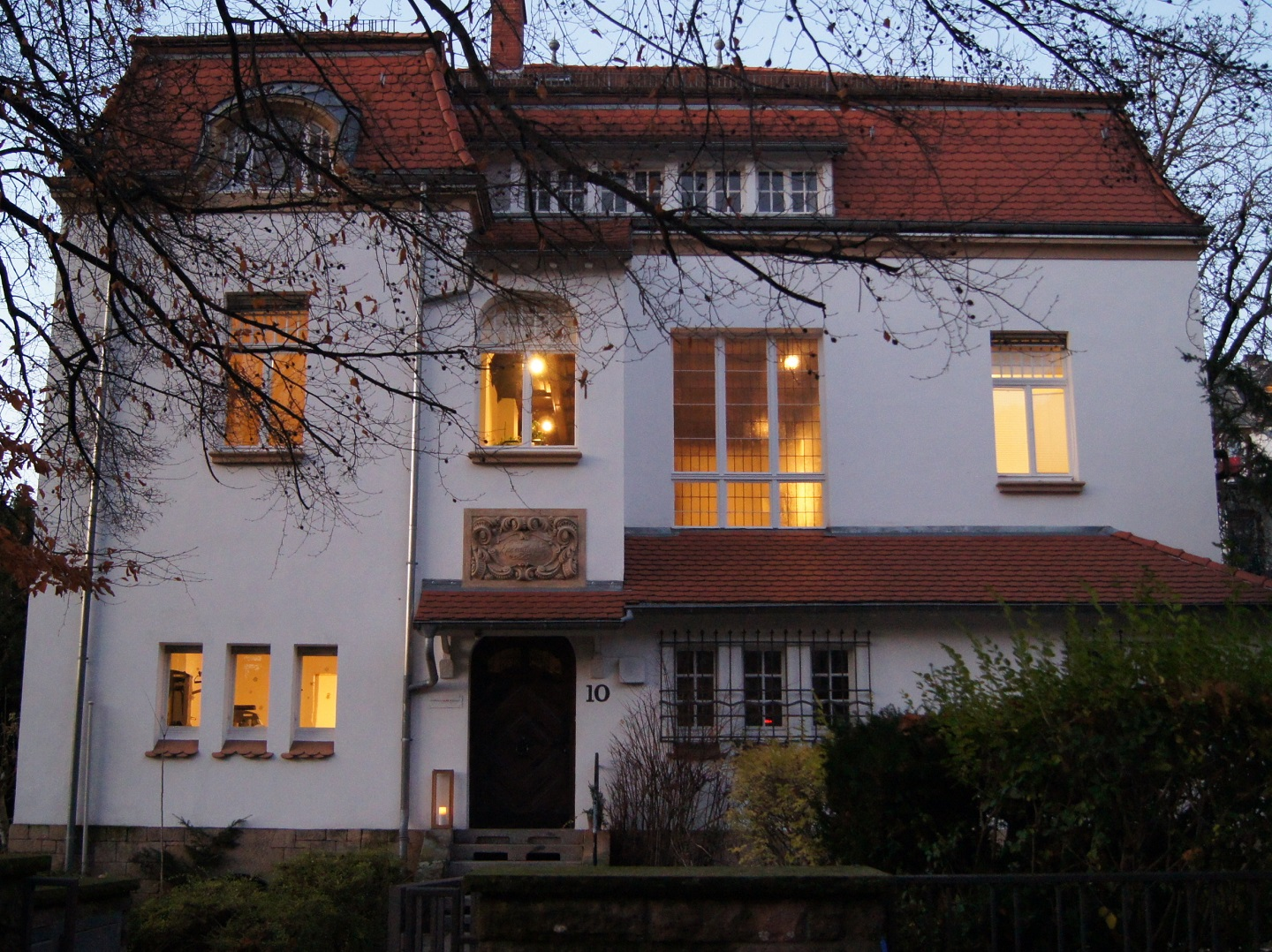
Ansicht von Süden

Das Gebäude Kußmaulstraße 10 im Stadtteil Neuenheim der Stadt Heidelberg in Baden-Württemberg wurde 1901 errichtet. Die Villa ist ein geschütztes Baudenkmal.
Der Putzbau mit zwei Geschossen auf etwa quadratischem Grundriss und Mansarddach wurde nach Plänen des Architekten Fritz Hirsch errichtet. Die Villa an der Ecke zur Handschuhsheimer Landstraße zeigt an ihrer Hauptseite nach Westen einen Volutengiebel und über der Eingangstür nach Süden eine Sandsteinkartusche mit jeweils Formen des Jugendstils.
Bauherr und Bewohner
Bauherr und erster Bewohner war der damalige Kustos und „ständige Hilfsarbeiter“ der Universitätsbibliothek Heidelberg Rudolf Sillib. Er ließ in der Kartusche über dem Eingang den lateinischen Spruch „Hoc erat in votis. Modus agri non ita magnus.“ (Das war mein Wunsch. Ein Stück Land nicht so groß.) anbringen. Das Zitat spielt auf den Dank Horaz’ an Maecenas für die Schenkung der Villa in den Sabiner Bergen an. Bereits 1911 hatte Sillib die Villa wieder verkauft. In diesem Jahr ist der Ökonom Hermann Levy als Bewohner und Eigentümer verzeichnet.
In jüngerer Zeit hatte das Gebäude wechselnde gewerbliche Nutzer, gegenwärtig wird es als Praxis für Physiotherapie und Krankengymnastik genutzt.